# Jean-Paul Herteman
Jean-Paul Herteman, né le 13 novembre 1950 à Saint-Cloud, est un ingénieur aéronautique français.

## Biographie
Jean-Paul Herteman est ancien élève de l'École polytechnique (Promotion 1970). À la sortie, il choisit le corps de l'armement et suit en école d'application l'École nationale supérieure de l'aéronautique et de l'espace (SUPAERO), dont il est diplômé en 1975. 
Il commence sa carrière à la délégation ministérielle pour l'armement en 1975 au Centre d'essais aéronautiques de Toulouse, où il est d'abord ingénieur d’essais, puis chef du département Matériaux.
En 1984, il rejoint la Snecma comme chef des programmes de recherche Matériaux et Procédés. Il est nommé directeur adjoint de la Qualité de Snecma en 1987, puis directeur de la Qualité deux ans plus tard. Il préside à ce titre la commission Qualité du Groupement des industries françaises aéronautiques et spatiales (GIFAS) de 1990 à 1993. 
Chef du bureau d’études de Snecma en 1993, il devient directeur technique adjoint l’année suivante. En 1996, il devient directeur technique de Snecma, puis prend en 1999 la direction générale de la division Moteurs-fusées. 
Il est nommé président-directeur général de Snecma Moteurs (aujourd’hui Safran Aircraft Engines) en 2002.
En 2004, Jean-Paul Herteman est nommé directeur général adjoint du groupe Snecma et directeur général de la branche Propulsion aéronautique et spatiale. À la création du groupe Safran en 2005, il est confirmé dans ses fonctions. 
En décembre 2006, il prend la direction générale de la branche Défense Sécurité.
Il est désigné comme président du directoire du groupe Safran en juillet 2007, et prend ses fonctions en septembre.
Il est élu président du GIFAS de 2009 à 2013.
Jean-Paul Herteman est par ailleurs membre du Conseil de pilotage du Conseil pour la recherche aéronautique civile (CORAC), créé en 2008 par le ministre de l’Écologie, de l’Énergie, du Développement durable et de l’Aménagement du territoire et de l’European Security Research and Innovation Forum (ESRIF). 
En 2010, il est nommé vice-président du Conseil général de l'Armement (CGARM), organisme présidé par le ministre de la Défense, et traitant les questions relatives à l'armement et aux industries de défense.
Le 21 avril 2011, le conseil d'administration de Safran a nommé Jean-Paul Herteman au poste de président-directeur général du Groupe Safran. Il occupe ce poste jusqu'au 23 avril 2015.
Nommé par le président de la République, François Hollande, Jean-Paul Herteman a été président du conseil d'administration du Conservatoire national des arts et métiers de 2014 à 2019. 
Jean-Paul Herteman est pilote d’avions (de tourisme) et passionné de voile en haute mer. Il est marié et père de deux enfants.

## Rémunérations
Jean-Paul Herteman a perçu une rémunération d'1,4 million € en 2010.